# キム・ナムジュ
キム・ナムジュ（ハングル表記：김남주、1971年5月10日 - ）は、韓国の女優。

## 来歴
京畿道平沢で生まれた。1992年に「ミスコリア選抜大会」でミス京畿「真」に選ばれた。1994年にSBSの公開採用でテレビドラマ俳優として採用され、正式に芸能界にデビューした。その後、数々のドラマに出演した。2005年5月25日に俳優のキム・スンウと結婚した。2005年11月2日に長女を出産し、2008年3月5日に長男を出産した。2007年に映画『あいつの声』に出演して俳優として復帰した。2009年に放送された主演作の連続ドラマ『僕の妻はスーパーウーマン』（原題直訳：内助の女王）が主婦の間で共感を呼び、2010年に第46回百想芸術大賞のテレビ部門で女性最優秀演技賞を受賞した。授賞式で「大韓民国を代表するおばさん女優になれるよう最善を尽くす」と受賞挨拶で述べた。2018年に放送された連続ドラマ『ミスティ』の演技が評価され、同年第54回百想芸術大賞のテレビ部門で再び女性最優秀演技賞を受賞した。

## 出演

### テレビドラマ
- 恐竜先生（SBS）
- 英雄日記（1994年、SBS）
- 神秘の鏡の中に（1995年、SBS）
- 都市男女（1996年、SBS）
- 男子大探険（1996年、SBS）
- モデル（1997年、SBS） - ソン・ギョンリン役
- 勝負師（1998年、SBS） - ソ・ヒジョン役
- 私の心を奪って見て（1998年、SBS） - ハン・イェリン役
- クリスタル（1999年、SBS） - ハン・イェリン役
- ワンチョ（1999年、MBC） - ミンジェ役
- 彼女の家（2001年、MBC） - キム・ヨンウク役
- 僕の妻はスーパーウーマン（2009年、MBC） - チョン・ジエ役
- 逆転の女王（2010年-2011年、MBC） - ファン・テヒ役
- 棚ぼたのあなた（2012年、KBS） - チャ・ユニ役
- ミスティ（朝鮮語版、英語版）（2018年、JTBC） - コ・ヘラン役
- ワンダフルワールド（2024年、MBC） - ウン・スヒョン役

### 映画
- アイ・ラブ・ユー（2001年） - カン・ヒョンス役
- あいつの声（2007年） - オ・ジソン役

## 受賞歴
- 2001年 MBC演技大賞 最優秀演技賞/人気賞（彼女の家）[2]
- 2009年 MBC演技大賞 最優秀女優賞[2]（僕の妻はスーパーウーマン）
- 2009年 スタイルアイコンアワード TVスター部門賞
- 2010年 第46回百想芸術大賞 テレビ部門 女性最優秀演技賞（僕の妻はスーパーウーマン）[4]
- 2010年 MBC演技大賞 大賞・ベストカップル賞（逆転の女王）[2]
- 2012年 第1回K-ドラマ スターアワード 大賞（棚ぼたのあなた）[2]
- 2012年 コリア・ドラマ・アワード 最優秀女性演技賞（棚ぼたのあなた）
- 2012年 KBS演技大賞 大賞・ベストカップル賞（棚ぼたのあなた）[2]
- 2018年 第54回百想芸術大賞 テレビ部門 女性最優秀演技賞（ミスティ）[5]